# هری هالنبرگر
هری هالنبرگر (انگلیسی: Harry Hallenberger؛ ‏ ۲۴ اکتبر ۱۸۷۷ – ۴ مارس ۱۹۵۴) فیلم‌بردار اهل ایالات متحده آمریکا بود.

## فیلم‌شناسی
- خرید لوئیزیانا
- آریزونا
- ماردی گرا
- زنان در جنگ
- محموله ویژه